# Dusičnan ethylamonný
Dusičnan ethylamonný je sloučenina s chemickým vzorcem [CH3CH2NH3]+[NO3]−. Je to bezbarvá, až lehce nažloutlá kapalina bez zápachu. Sloučenina byla poprvé popsána Paulem Waldenem v roce 1914.

## Příprava
Dusičnan ethylamonný může být připraven reakcí ethyl-nitrátu s alkoholovým roztokem amoniaku nebo reakcí ethylaminu s koncentrovanou kyselinou dusičnou.

## Vlastnosti
Dusičnan ethylamonný má relativně nízkou viskozitu. Teplota tání dusičnanu ethylamonného je 12 °C, teplota varu 240 °C a při 250 °C se rozkládá.

## Využití
Dusičnan ethylamonný se využívá jako elektricky vodivé rozpouštědlo v elektrochemii a při krystalizaci proteinů.